# Yonghe (köping i Kina, Heilongjiang)
Yonghe (kinesiska: 永和, 永和镇) är en köping i Kina. Den ligger i provinsen Heilongjiang, i den nordöstra delen av landet, omkring 360 kilometer öster om provinshuvudstaden Harbin. Antalet invånare är 18 482. Befolkningen består av 8 873 kvinnor och 9 609 män. Barn under 15 år utgör 14,0 %, vuxna 15-64 år 78 %, och äldre över 65 år 7,0 %.
Genomsnittlig årsnederbörd är 752 millimeter. Den regnigaste månaden är juli, med i genomsnitt 164 mm nederbörd, och den torraste är januari, med 3 mm nederbörd.